# Отново на 17
„Отново на 17“ (на английски: 17 Again) е американско фентъзи от 2009 година на режисьора Бър Стиърс. Във филма участват Зак Ефрон, Матю Пери, Лесли Ман, Мишел Трактенбърг, Томас Ленън и Стърлинг Найт. Филмът е пуснат в САЩ на 17 април 2009 г. Получава смесени отзиви от критиците и печели повече над $139 милиона.
В България филмът е пуснат на DVD на 5 октомври 2009 г. от Прооптики.
На 25 януари 2015 г. е излъчен по bTV с български войсоувър дублаж, направен в студио Медиа Линк. Екипът се състои от:
| Озвучаващи артисти  | Елена Бойчева Вера Методиева Иван Велчев Светломир Радев Владимир Колев |
| Преводач            | Яна Янева                                                               |
| Тонрежисьор         | Александър Тодоров                                                      |
| Режисьор на дублажа | Мария Ангелова                                                          |